# Mudi
El Mudi es una raza canina de perro pastor poco frecuente, originaria de Hungría.

## Descripción

### Apariencia

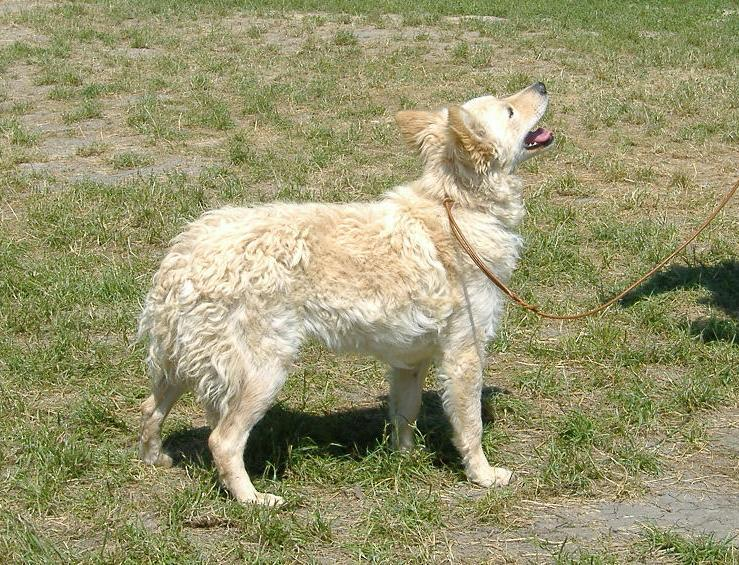
Un fawn Mudi

El Mudi suele pesar entre 18 y 29 libras y medir entre 15 y 19 pulgadas hasta la cruz. El manto es medio ondulado o rizado, con pelo corto en la cara y patas. Los colores aceptados son negro, ceniza, marrón, blanco, fawn y merle.
Los Mudi tienen colas cortas de nacimiento o nacer con ellas largas y cortárselas.

### Temperamento
Perro versátil de granja, que puede cazar, exterminar roedores, hacer de guardián, de perro pastor de rebaños y como perro boyero. Aunque es una raza mucho menos popular que el Puli y el Komondor en su país de origen, sus dueños siempre reconocen su superioridad debido a su talento versátil y disposición siempre amable y trabajadora.

## Condiciones de vida
Un Mudi puede vivir en una casa si hace suficiente ejercicio, pero siempre necesitan espacio para correr y jugar en espacios amplios. Son moderadamente activos y pueden vivir siempre fuera de casa.

## Expectativa de vida
13-14 años.